# Trevor Steven
Trevor McGregor Steven (* 21. September 1963 in Berwick-upon-Tweed, England) ist ein ehemaliger englischer Fußballspieler und war dabei unter anderem Teil der erfolgreichen Mannschaft des FC Everton der 1980er-Jahre.

## Karriere
Der rechte Mittelfeldspieler Steven, der sich durch eine gute Spielübersicht und Passgenauigkeit auszeichnete, begann seine Fußballerkarriere beim FC Burnley und debütierte für diesen Verein im Jahre 1981. In den sich anschließenden zwei Spielzeiten entwickelte er sich zu einem leistungsstarken Torevorbereiter und zog die Aufmerksamkeit von Howard Kendall, damaliger Trainer des FC Everton, auf sich, der zu dieser Zeit eine neue Mannschaft mit jungen Spielern aufbaute.
Burnley nahm das Angebot über 300.000 Pfund Sterling an, so dass sich Steven im Sommer 1983 dem FC Everton anschloss. Die folgende Saison, in die sich Steven unmittelbar einbringen konnte, sollte dabei einen Wendepunkt für den Verein unter Kendall markieren. Obwohl der FC Everton die Meisterschaft nur auf dem siebten Platz abschloss, erreichten sie in zwei Pokalwettbewerben das Finale. Nach einem 0:0 im ersten Ligapokalendspiel im Wembley-Stadion stand der Verein im Wiederholungsspiel erneut dem FC Liverpool gegenüber und verlor dieses durch ein Tor von Graeme Souness mit 0:1. Im Gegensatz zu dem noch folgenden Endspiel im FA Cup war Steven in den beiden Partien nicht in Kendalls Mannschaft.
Gegner im FA-Cup-Finale war der FC Watford, und Steven bereitete das umstrittene zweite Tor von  Andy Gray zum 2:0-Sieg mit einer Flanke von der rechten Außenlinie vor. Er gab den Ball hoch in den gegnerischen Strafraum hinein und eröffnete damit ein Duell zwischen Gray und Steve Sherwood, Torwart des FC Watford, die beide versuchten, den Ball zu erreichen. Obwohl Sherwood den Ball mit beiden Händen gegriffen hatte, konnte Gray ihn bei diesem Zweikampf mit seinem Kopf berühren, so dass der Ball aus Grays Händen ins Tor fiel. Der Treffer wurde von dem Schiedsrichter als regelgerecht bewertet, obwohl später die Aktion Grays allgemein als Foulspiel eingestuft wurde.
In der Saison 1984/85 stabilisierte Steven weiter die Achse auf der rechten Seite mit dem Außenverteidiger Gary Stevens, die sich zu einer der Stärken und Kreativzonen der Mannschaft entwickelte. Kendall hatte mittlerweile den Umbauprozess des FC Everton weitgehend abgeschlossen, und die Mannschaft konnte erstmals nach 15 Jahren wieder die englische Meisterschaft gewinnen. Darüber hinaus stand das Team im Finale des FA Cups, in dem man jedoch gegen Manchester United mit 1:3 nach Verlängerung unterlag und somit die Chance auf ein Double vergab. Zudem hatte Manchester lange Zeit nur mit zehn Mann gespielt. Ein schneller Trost für diese Niederlage folgte, als Everton im Rotterdamer Finale des Europapokal der Pokalsieger den österreichischen Verein Rapid Wien mit 3:1 besiegte. Steven schoss in dieser Partie das zweite Tor, nachdem Rapid den Ball nach einem Eckstoß nicht aus der Gefahrenzone klären konnte und Steven die Gelegenheit zu einer Direktabnahme aus kürzester Entfernung vor dem Tor eröffnete. Vor dieser Partie hatte Steven bereits im Halbfinale gegen den FC Bayern München einen Treffer erzielt.
Eine außergewöhnliche Saison wurde für Steven im Februar 1985 gekrönt, als er von Trainer Bobby Robson in die englische Nationalmannschaft berufen wurde und in einem Qualifikationsspiel für die WM 1986 in Mexiko gegen Nordirland seinen Einstand gab. Er wurde in den nächsten drei Länderspielen zum festen Bestandteil der Mannschaft und schoss im Freundschaftsspiel gegen Irland sein erstes Tor für England. Anschließend war er auch bei den beiden Unentschieden in den Qualifikationsspielen gegen Rumänien und Finnland dabei.
In seinem fünften Länderspiel gegen Italien, das während eines Mini-Turniers in Nordamerika stattfand, bildete er für England erstmals die in Everton so erfolgreiche Achse mit Stevens. Dennoch bekam Steven bald darauf Konkurrenz auf seiner Position, da Robson mit mehreren Spielern auf den offensiven Außenpositionen experimentierte. Chris Waddle war im Gegensatz zu Steven ein extravaganterer und explosiverer Spieler (wie auch John Barnes auf der linken Seite im Vergleich zu dem stoischen Steve Hodge). Letztlich entschied sich Robson jedoch für die Konstanz und Mannschaftsdienlichkeit von Steven, der in der Folgezeit zum Stammspieler wurde.
Steven schoss beim 5:0-Sieg gegen die USA in Los Angeles zum Abschluss der Tournee sein zweites Tor. Als Everton im folgenden Jahr erneut sowohl um die englische Meisterschaft als auch um den Gewinn des FA Cups kämpfte, war Steven national und international ein beständig auf hohem Niveau spielender Fußballer. Im Januar des Jahres 1986 schoss er beim 4:0-Sieg gegen Ägypten in Kairo erneut einen Treffer und wurde, während das Weltmeisterschaftsturnier heranrückte, stetig in der Nationalmannschaft eingesetzt.
Everton verlor das Meisterschaftsrennen knapp gegen den FC Liverpool am letzten Spieltag. Auch im FA Cup unterlag Everton dem gleichen Gegner nach einer 1:3-Niederlage im Wembley-Stadion. Dennoch konnte sich Steven über seine Nominierung in Robsons Kader für die Weltmeisterschaft in Mexiko freuen.
Robson zog Waddle in Englands erstem Spiel gegen Portugal vor. England verlor die Partie mit 0:1. Trotz der schwachen Leistung änderte Robson seine Mannschaft nicht, was zu einem weiteren sieglosen Spiel beim 0:0 gegen Marokko führte. Dies hatte zur Folge, dass England die letzte Gruppenbegegnung gegen Polen gewinnen musste, um im Turnier verbleiben zu können.
Da Robson Waddle aus der Mannschaft nahm, erhielt Steven daraufhin, gemeinsam mit Hodge auf der linken Seite, seinen ersten Einsatz bei der Weltmeisterschaft. Diese Maßnahme zahlte sich aus, als Steven nach einer Kombination mit Stevens auf der rechten Seite den ersten Treffer von Gary Lineker vorbereitete. Hodge gab die Vorlage zu Linekers zweitem Tor, woran sich sein drittes Tor zu einem Hattrick nach einem Eckball von Steven anschloss.
Steven spielte auch beim Achtelfinalsieg gegen Paraguay, wurde jedoch im Viertelfinale gegen Argentinien beim Stand von 0:2 für Barnes, der damit zu seinem ersten Einsatz kam, ausgetauscht. Barnes konnte lediglich einmal die argentinische Abwehr überwinden und bereitete den Anschlusstreffer zum 1:2 vor, der aber nicht verhinderte, dass England aus dem Turnier ausschied.
In der Saison 1986/87 kehrte Steven zu einer den englischen Fußball dominierenden Mannschaft aus Everton zurück und gewann die Meisterschaft mit neun Punkten Vorsprung. Zudem war er Stammspieler während der Qualifikationsspiele zur EM 1988 in Deutschland. Als das Turnier im Sommer 1988 startete, hatte Steven bereits 22 Länderspiele angesammelt.
Die Europameisterschaft entwickelte sich mit drei Niederlagen in den drei Gruppenpartien für England zu einer großen Enttäuschung. Steven verpasste dabei das erste Spiel gegen Irland, nahm dann jedoch an der 1:3-Niederlage gegen die Niederlande teil, nach der sein Mannschaftskollege Stevens aufgrund einer schwachen Leistung gegen den holländischen Stürmer Marco van Basten, der einen Hattrick erzielen konnte, hauptverantwortlich gemacht wurde. In dem bedeutungslosen Spiel gegen die Sowjetunion war Steven ebenfalls in der Mannschaft, konnte jedoch die schlechteste Turnierleistung Englands nicht verhindern.
Englands Nationalmannschaft wurde daheim stark kritisiert. Dennoch blieb Robson in der Trainerverantwortung, und auch Steven sollte weiterhin für die kommenden Qualifikationsspiele zur WM 1990 in Italien berücksichtigt werden. Sein Mannschaftskollege auf der rechten Seite, Stevens, verließ Everton jedoch, um sich den Glasgow Rangers anzuschließen, und Steven konnte nur schwerlich eine neue Achse mit dem Ersatzmann Neil McDonald aufbauen. Seine Form verschlechterte sich im Jahr 1989 und er bekam mit dem schottischen Nationalspieler Pat Nevin einen ernstzunehmenden Konkurrenten auf seiner Position. Everton beendete die Saison ohne Titel und verlor erneut im FA-Cup-Endspiel gegen den FC Liverpool. Steven wurde in der bis zum Ende der Saison nicht wieder in die englische Nationalmannschaft berufen und spielte dann beim Sieg im Rous Cup in der Partie gegen Schottland, die England gewinnen konnte.
Die Zeit für einen Wechsel war für Steven gekommen und Souness, mittlerweile Trainer der Glasgow Rangers, bot ihm die Möglichkeit an, die alte Achse zu erneuern. Trotz lukrativerer Angebote von anderen Vereinen (die Rangers waren zwar der in Schottland dominierende Verein, verfügten aber europäisch gesehen über relativ geringe Ambitionen), entschloss sich Steven in einer von der Öffentlichkeit häufig kritisierten Entscheidung dazu, künftig im Ibrox Park zu spielen. Als einer der Hauptgründe erschien es, der europäischen Sperre für die englischen Vereine zu entgehen, die nach der Katastrophe im Heysel-Stadion immer noch gültig war und den FC Everton (und damit Steven) davon abhielt, an europäischen Vereinswettbewerben teilnehmen zu können. Nach insgesamt 60 Toren in 299 Spielen verließ Steven den FC Everton für eine Ablösesumme von 1,5 Millionen Pfund in Richtung Schottland.
Stevens Form verbesserte sich kontinuierlich, und Robson berief ihn wieder in den englischen Kader, obwohl Waddle und Barnes den Spielern Steven und Hodge mittlerweile vorgezogen wurden. Steven war anschließend in dem 22-köpfigen Kader für die WM 1990 in Italien.
Er kam zunächst in dem Turnier nicht zum Einsatz, bis er im Viertelfinale gegen Kamerun in der zweiten Halbzeit für Terry Butcher, Teamkollege von Stevens bei den Glasgow Rangers, nach einem zwischenzeitlichen Rückstand eingewechselt wurde. Der gleiche Wechsel fand im Halbfinale gegen Deutschland statt, in dem England nach einem 1:1 nach regulärer Spielzeit im Elfmeterschießen verlor. Von Beginn an war er bei dem Spiel um den dritten Platz dabei, in dem England gegen Italien mit 1:2 unterlag.
Robsons Nachfolger als Nationaltrainer, Graham Taylor, setzte Steven bei einigen weiteren Freundschaftsspielen ein, verzichtete jedoch bei den Qualifikationsspielen zur EM 1992 in Schweden auf ihn. Kurz vor Beginn des Turniers litt das englische Team unter großen Verletzungssorgen, so dass Steven von Taylor erneut in die Mannschaft berufen wurde, um auf der allgemein als Schwachpunkt angesehen rechten Seite Unterstützung zu leisten. Steven spielte in den ersten beiden torlosen Partien gegen Dänemark und Frankreich und wurde für das dritte Spiel, das England mit 1:2 verlor und für das vorzeitige Ende sorgte, aus der Mannschaft genommen. Stevens Nationalmannschaftskarriere war anschließend nach 36 Spielen und vier Toren beendet.
Im Jahre 1991 wechselte Steven für eine Ablösesumme von 5,5 Millionen Pfund zu Olympique Marseille, wo er eine Saison spielte und die französische Meisterschaft gewann. Danach kehrte er für 2,4 Millionen Pfund zu den Rangers zurück. Bei den Rangers errang er bis 1994 vier schottische Meisterschaftstitel und verpasste eine Ehrung für die darauffolgenden Meisterschaften der Jahre 1995 und 1996 aufgrund jeweils zu geringer Einsatzzahlen. Im Jahr 1997 trat Steven als Fußballspieler zurück.
Seit seinem Rückzug vom aktiven Sport hat Steven häufig für die heimischen Medien gearbeitet und wurde bekannt als Ko-Reporter für die BBC während der WM 2002 in Japan und Südkorea. Darüber hinaus ist er aktiv für den irischen Rundfunksender RTÉ.

## Erfolge
- Europapokal der Pokalsieger: 1985
- Englischer Meister: 1985, 1987
- FA-Cup-Sieger: 1984
- Charity-Shield-Sieger: 1985, 1986*, 1987 (*geteilter Titel)
- Französischer Meister: 1992
- Schottischer Meister: 1990, 1991, 1993, 1994
- Schottischer Pokalsieger: 1993, 1996
- Schottischer Ligapokal: 1991, 1993, 1997